# Хорощево
Хорощево (пол. Choroszczewo) — село в Польщі, у гміні Милейчиці Сім'ятицького повіту Підляського воєводства.
Населення — 65 осіб (2011).
У 1975-1998 роках село належало до Білостоцького воєводства.

## Демографія
Демографічна структура станом на 31 березня 2011 року:
|          | Загалом | Допрацездатний вік | Працездатний вік | Постпрацездатний вік |
| -------- | ------- | ------------------ | ---------------- | -------------------- |
| Чоловіки | 29      | 7                  | 15               | 7                    |
| Жінки    | 36      | 8                  | 14               | 14                   |
| Разом    | 65      | 15                 | 29               | 21                   |